# Ribarți, Kărdjali
Ribarți (în bulgară Рибарци) este un sat în comuna Ardino, regiunea Kărdjali,  Bulgaria. 

## Demografie
Componența etnică a satului Ribarți
     Turci (96,55%)
     Nicio identificare (3,44%)
     Altele (0%)
La recensământul din 2011, populația satului Ribarți era de 29 locuitori. Din punct de vedere etnic, majoritatea locuitorilor (96,55%) erau turci. Pentru 3,44% din locuitori nu este cunoscută apartenența etnică.